# زاوية سيدي الكلاعي
زاوية سيدي الكلاعي هي زاوية من زوايا مدينة تونس العتيقة، معاصرة لزاوية سيدي بن عروس، و تقع بالقرب من سوق الشواشين. وقع تصنيفها يوم 16 نوفمبر 1928.

## الموقع
تقع الزّاوية بنهج سيدي بن عروس عدد 18.

## التّسمية
استمدّت الزّاوية تسميتها من اسم الولي الصّالح محمد الكلاعي الذي كان عالما من أبرز علماء جامع الزيتونة.

## التّاريخ
تمّ بناء الزّاوية خلال  العهد الحفصي، سنة 896 هجري الموافق لسنة 1491 ميلادي.

## معرض الصّور

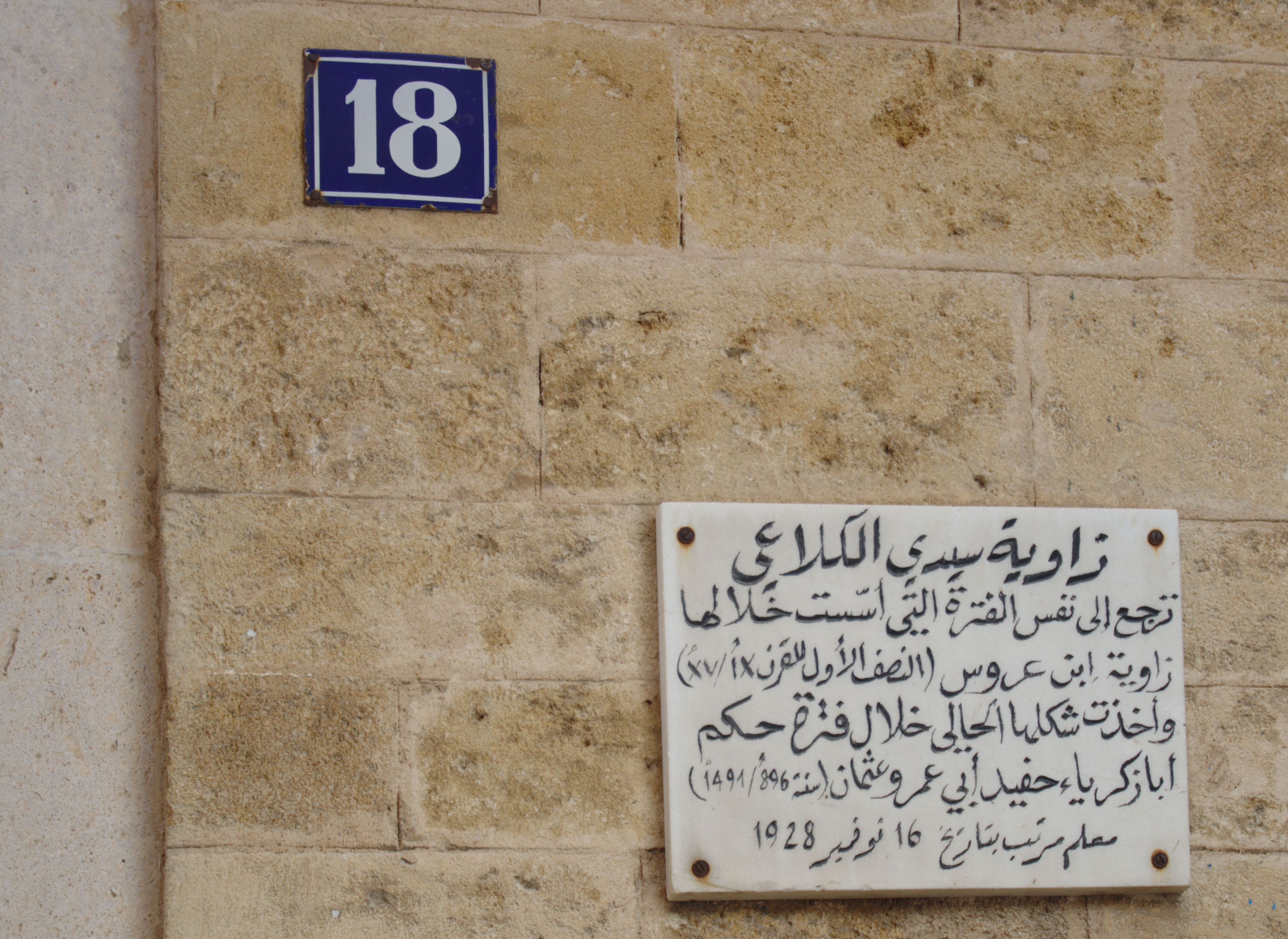
لوحة رخاميّة مكتوب عليها تاريخ تأسيس الزّاوية
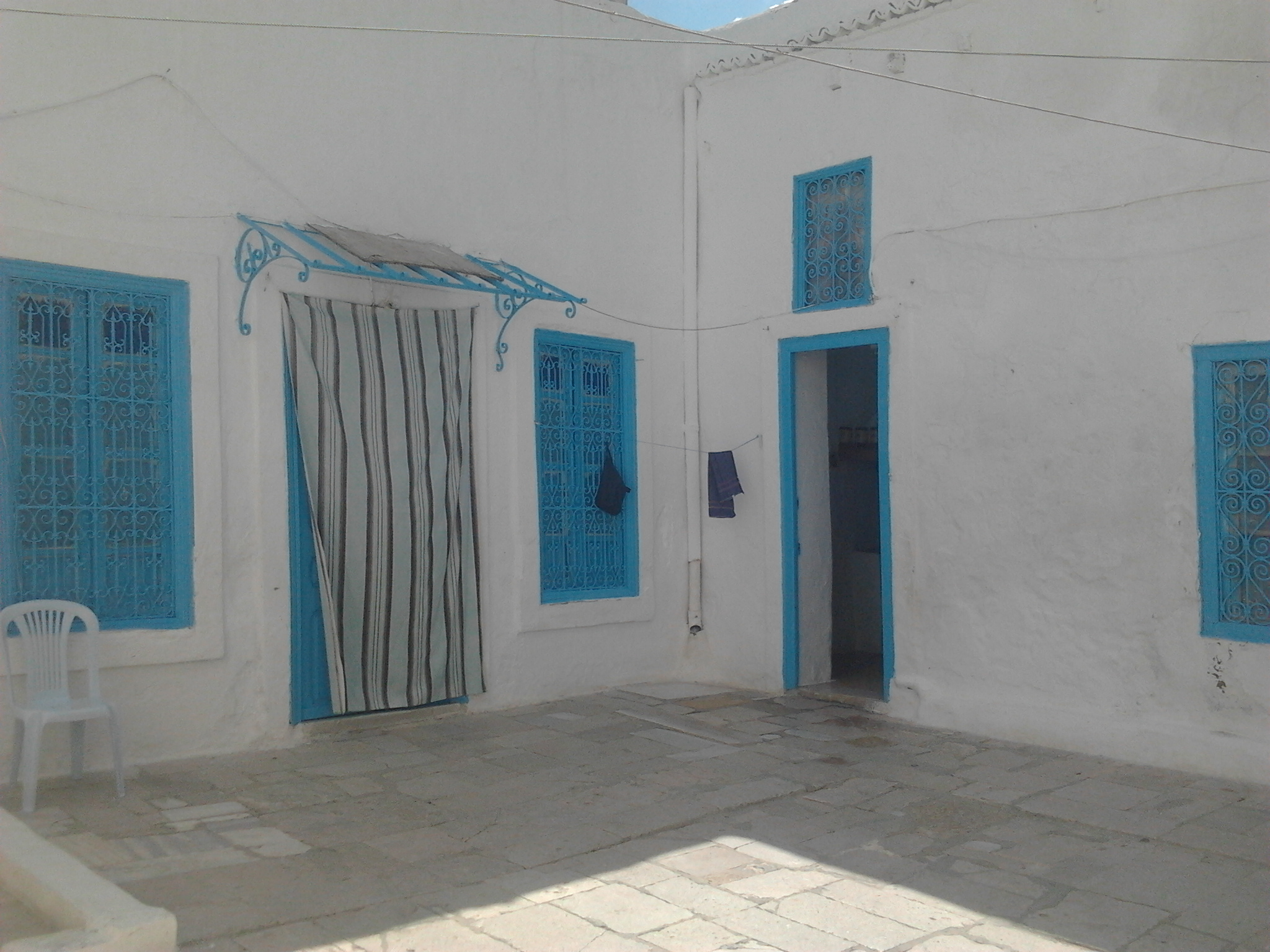
زاوية سيدي الكلاعي
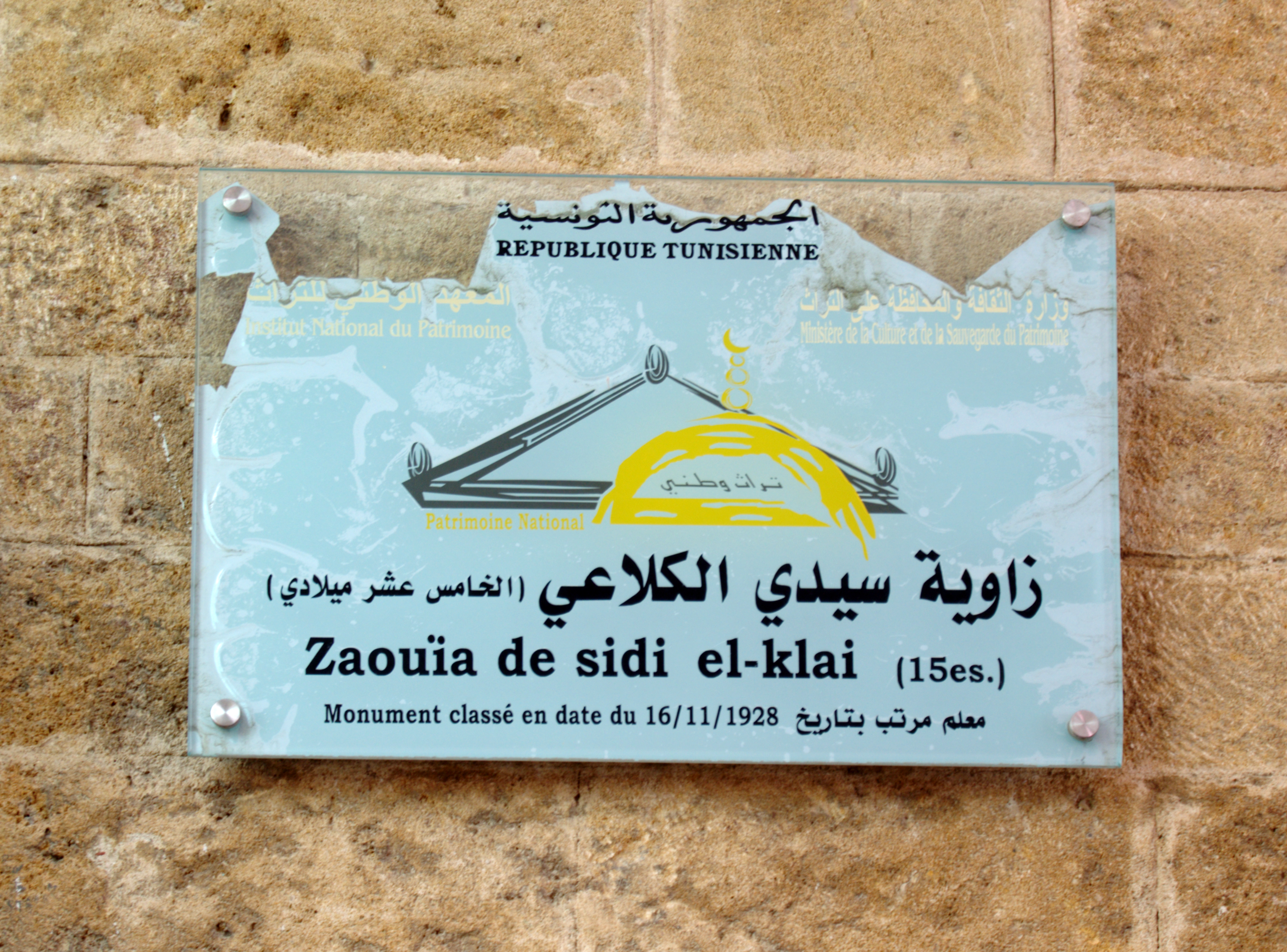
لوحة كتب عليها تاريخ تصنيف المعلم
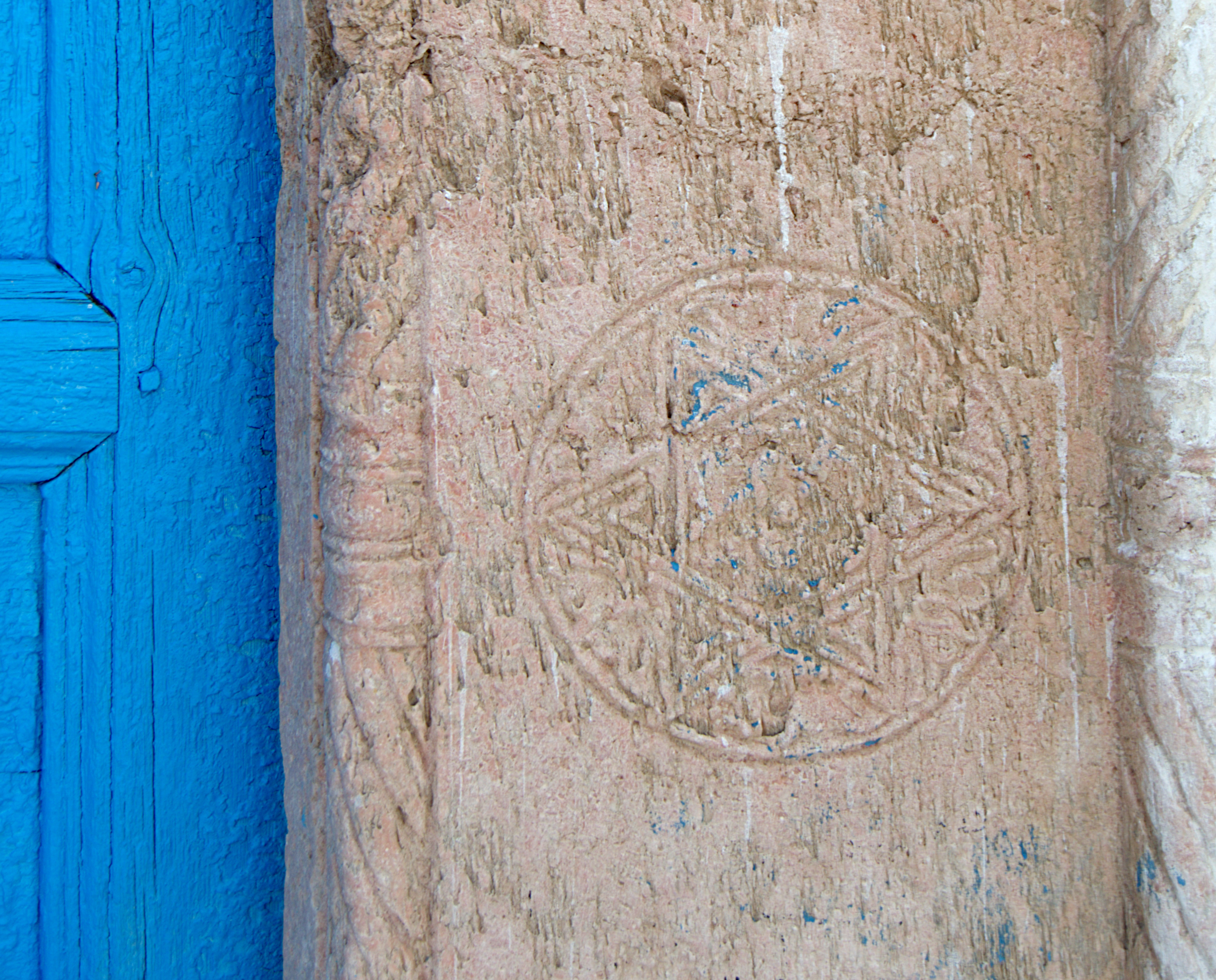
نقش على إحدى حيوط الزاوية
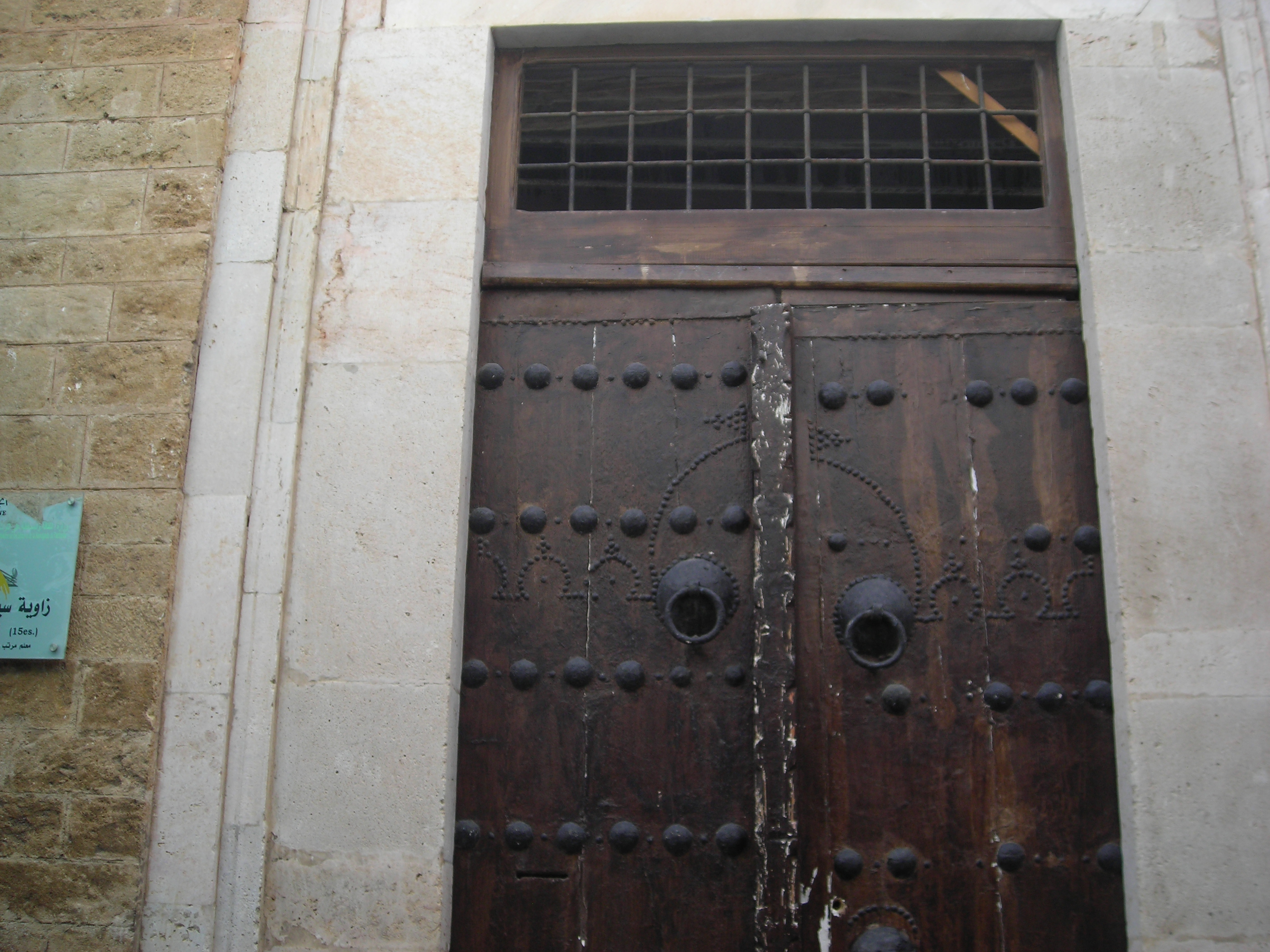
باب الزّاوية
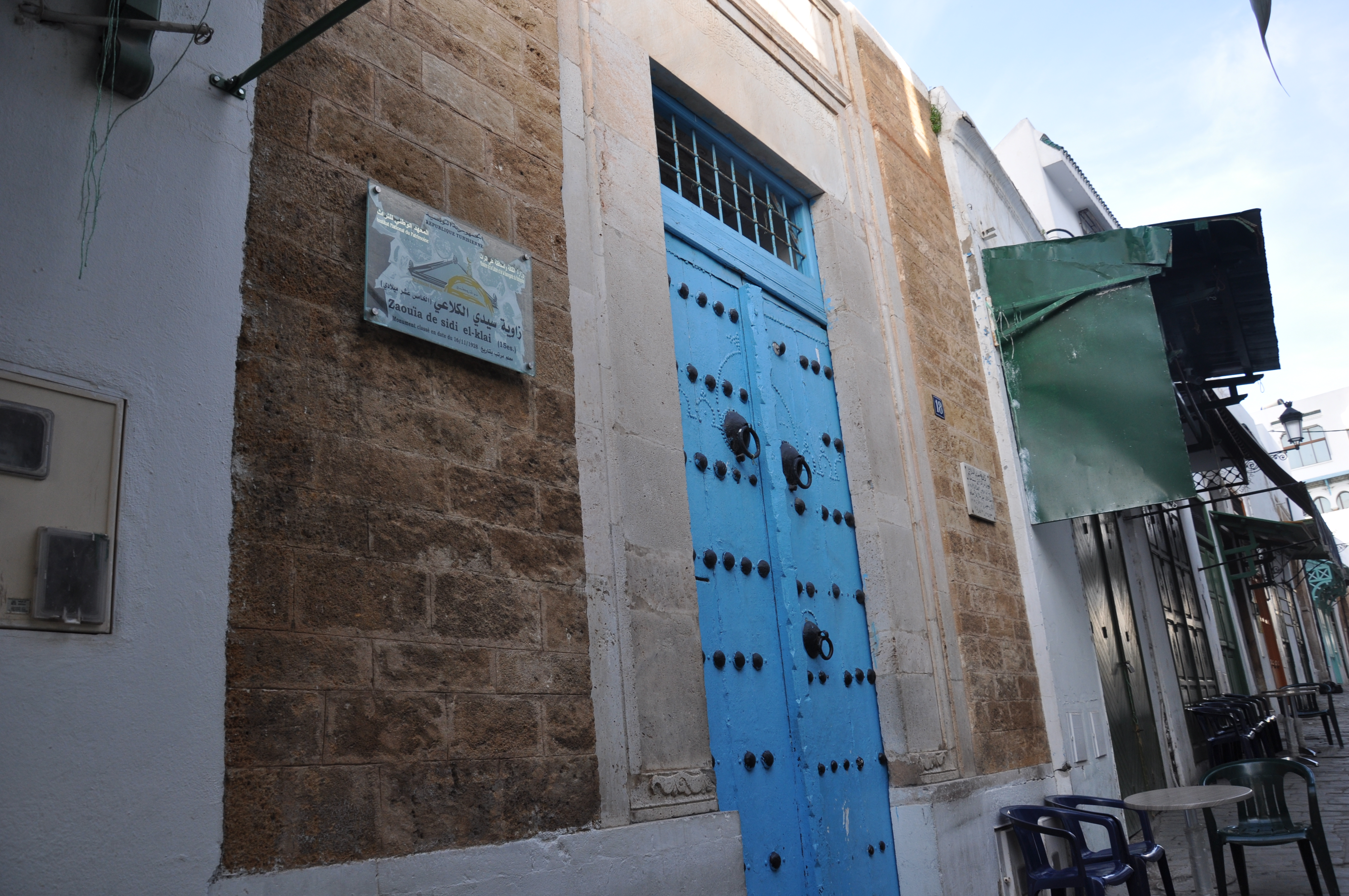
زاوية سيدي الكلاعي